# Rabeprazol
Rabeprazol ist ein Arzneistoff aus der Gruppe der Protonenpumpenhemmer, der zur Behandlung von Magen- und Zwölffingerdarmgeschwüren sowie bei Refluxösophagitis eingesetzt wird.

## Anwendungsgebiete
- Behandlung und Prophylaxe peptischer Magen- und Zwölffingerdarmgeschwüre
- Refluxösophagitis
- Eradikation von Helicobacter pylori (zusammen mit zwei geeigneten Antibiotika)
- Zollinger-Ellison-Syndrom

## Wirkungsmechanismus
Rabeprazol wirkt als ein Hemmstoff der H+/K+-ATPase. Dadurch kommt es zu einer Verminderung der Salzsäureproduktion im Magen und der pH-Wert des Magensafts steigt an. Dies führt zu einer Abmilderung der Aggressivität des Magensafts und somit zu einer beschleunigten Heilung von Magenwandverletzungen (wie beispielsweise Schleimhauterosionen oder Ulcera).

## Nebenwirkungen
Wie die anderen Protonenpumpenhemmer auch gilt Rabeprazol als relativ sicher und ist weitgehend gut verträglich. Häufig auftretende Nebenwirkungen sind Durchfälle, Schwindel, Müdigkeit und Kopfschmerzen.

## Chemische Synthese und Stereoisomerie
Die vielstufige Synthese von Rabeprazol ist – ausgehend von 2,3-Dimethylpyridin – in der Literatur beschrieben.
Rabeprazol besitzt ein Stereozentrum am Schwefelatom, es ist also chiral. Der Arzneistoff ist ein Racemat, besteht also aus einem 1:1-Gemisch der (R)-Form und der dazu spiegelbildlichen (S)-Form.

## Handelsnamen
Pariet (D, A, CH), Aciphex (USA)